# Instituto Politécnico Loyola
El Instituto Politécnico Loyola (IPL) es una institución educativa técnica y profesional fundada el 12 de agosto de 1952 en San Cristóbal, República Dominicana. Creado por la Compañía de Jesús (Jesuitas), su propósito es ofrecer formación técnica en diversas áreas para contribuir al desarrollo del país.
Desde su inicio, el IPL se ha destacado en la educación técnica en República Dominicana, con formación en sectores clave de la industria y la tecnología, especialmente en ingeniería.

## Historia

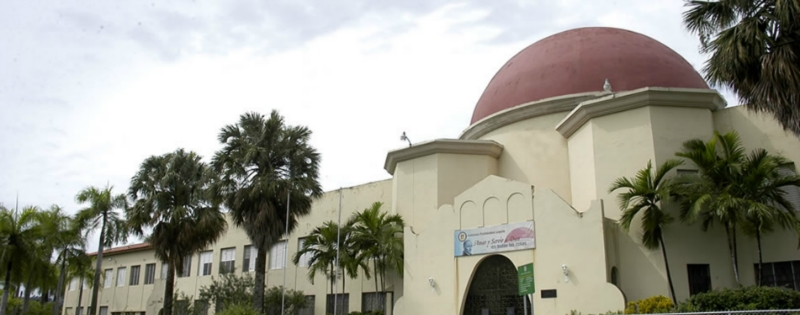

El centro de estudios se fundó en 1952, por solicitud de los sacerdotes jesuitas Ángel Arias y Luis Gonzales al entonces presidente de la República Rafael Leónidas Trujillo Molina.[cita requerida]
La edificación de sus dependencias se construyeron en la década de 1940 y serían destinadas para la creación de la Escuela Modelo de Agricultura, con un costo de 5 pesos dominicanos.[cita requerida]
En el año 2018, con el apoyo del Ministerio de Educación Superior, Ciencia y Tecnología (MESCyT) se fundó, también bajo la dirección de padres jesuitas la escuela de ingeniería, con el nombre de "Instituto Especializado de Estudios Superiores Loyola". La escuela imparte cuatro menciones de ingeniería: eléctrica, agroempresarial, industrial y redes.